# Rozpravy Aventina
Rozpravy Aventina byl časopis, který vycházel v letech 1925-1934. Jednalo se o kulturní revue, kterou vydávalo nakladatelství Aventinum.

## Vznik a počátky Rozprav Aventina
Programový článek Otakara Štorcha-Mariena Křestní peníz novému listu, který vyšel na titulní straně prvního výtisku Rozprav Aventina uvedl:
| „                                     | Rozpravy Aventina ... jsou myšleny jako periodický list, v němž čtenář se schází hlavně s autory, výtv. umělci a díly, tvořícími ideální hodnotu nakladatelství, vydávajícího zmíněný časopis. | “ |
| — O.Štorch-Marien:Rozpravy Aventina 1 | |   |

I když se jednalo o časopis propagující publikace nakladatelství Aventinum, činil tak podáváním zajímavých informací o autorech, překladatelích a ilustrátorech. Stálou součástí proto byly životopis, interview, reportáž, paměti či vlastní výklad autorů. Časopis doprovázely fotografie, karikatury a reprodukce výtvarných děl. Časopis se snažíl být nejen propagační tiskovinou nakladatelství, ale informoval i o českém a evropském kulturním životě obecně. Zveřejňoval překlady úvah a esejů (zejména z frankofonní oblasti). 

## Grafická úprava
Prvním grafikem, který zajišťoval vzhled časopisu v letech 1925-1928, byl Svatopluk Klír. Později, v letech 1928-1934 se ujal grafické úpravy František Muzika.

## Osobnosti Rozprav Aventina
Neúplný seznam osobností (celkový počet přispěvatelů byl ve stovkách), které se na tvorbě časopisu Rozpravy Aventina podílely (v abecedním pořadí):
- Pavel Eisner
- Karel Čapek
- Adolf Hoffmeister
- Jiří Karásek ze Lvovic
- Olga Scheinpflugová (divadelní zápisky)
- Otakar Štorch-Marien
- Václav Tille
- Otakar Vočadlo

Výtvarná část a karikatury pocházely zejména od autorů:
- Svatopluk Klír
- Hugo Boettinger
- Vratislav Hugo Brunner
- Adolf Hoffmeister
- František Muzika
- Karel Čapek

## Další vývoj a zánik časopisu
Rozpravy Aventina se potýkaly s ekonomickými problémy a proto od ročníku 7 (září 1931) omezily rozsah jednotlivých čísel z původních dvanácti na 8 stran. Též byl omezován počet čísel i přispívajících autorů a Rozpravy Aventina vycházely nepravidelně. V ročníku 1931-1932 vyšlo ještě 38 čísel a jedno dvojčíslo, v ročníku 1932-1933 jen 10 a v posledním ročníku 1933-1934 15 čísel. Naposledy vyšel časopis 5. června 1934. Problémy Rozprav Aventina úzce souvisely s ekonomickými problémy mateřského nakladatelství Aventinum. Na podzim 1934 byl na Aventinum vyhlášen obchodním soudem konkurs a vydávání časopisu již nebylo obnoveno.

## Zajímavost
O širokém rozhledu a rozsahu kulturního zájmu Rozprav Aventina svědčí například, že úmrtí ruského básníka Sergeje Jesenina (1895-1925) věnovaly Rozpravy Aventina nejen ukázku jeho veršů, ale i článek komunistického revolucionáře Lva Trockého (1879-1940) Památce Sergeje Jesenina.